# Руфина
Руфина (итал. Rufina) је насеље у Италији у округу Фиренца, региону Тоскана.
Према процени из 2011. у насељу је живело 4809 становника. Насеље се налази на надморској висини од 113 м.

## Становништво
Према резултатима пописа становништва 2011. у општини је живело 7.382 становника.
| 1936. | 1951. | 1961. | 1971. | 1981. | 1991. | 2001. | 2011. |
| ----- | ----- | ----- | ----- | ----- | ----- | ----- | ----- |
| 6.662 | 6.541 | 5.762 | 5.449 | 5.374 | 5.922 | 6.693 | 7.382 |

## Партнерски градови
- Детелбах